# Karin Gilliam

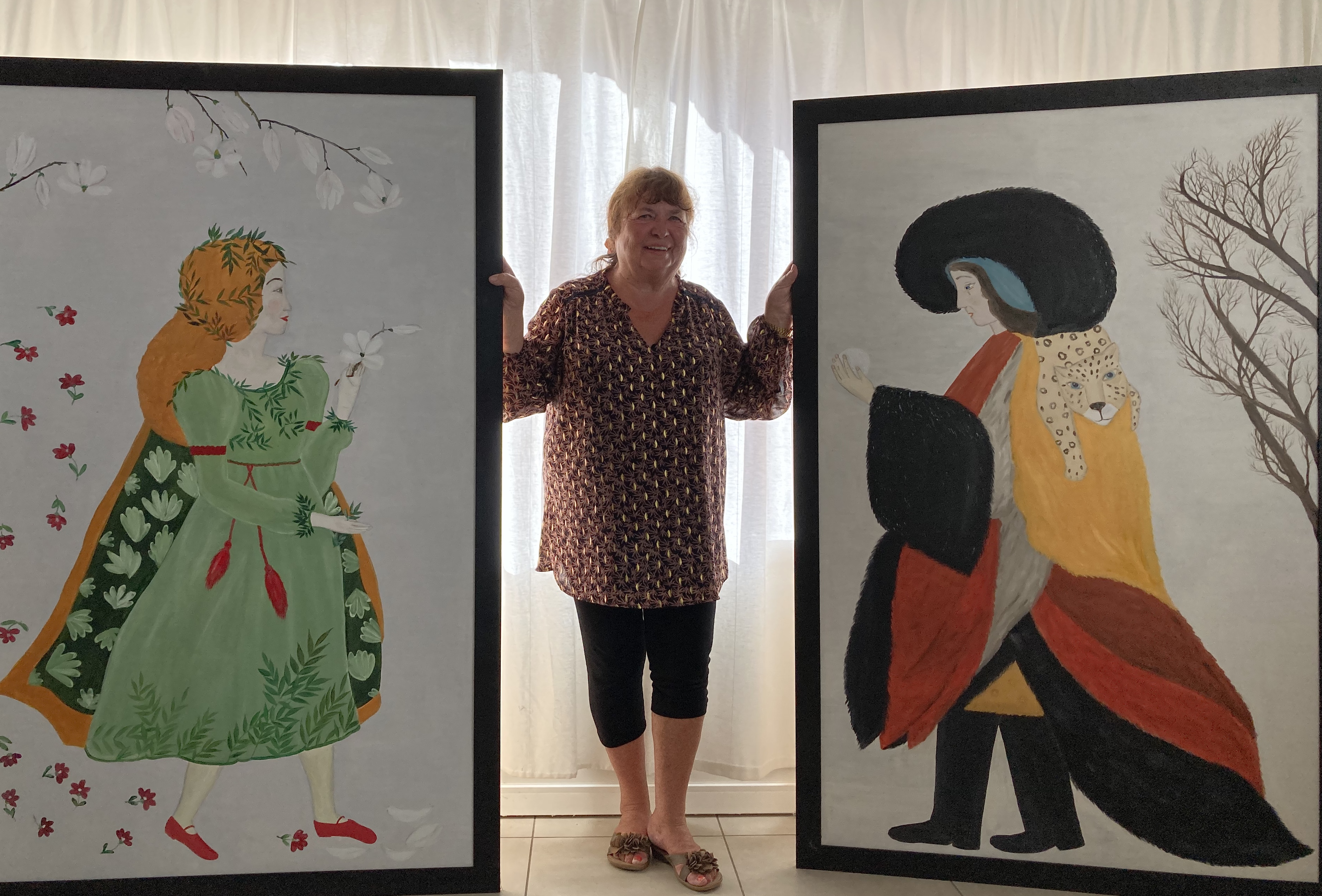
Karin Gilliam umrahmt von ihren Bildern 2020

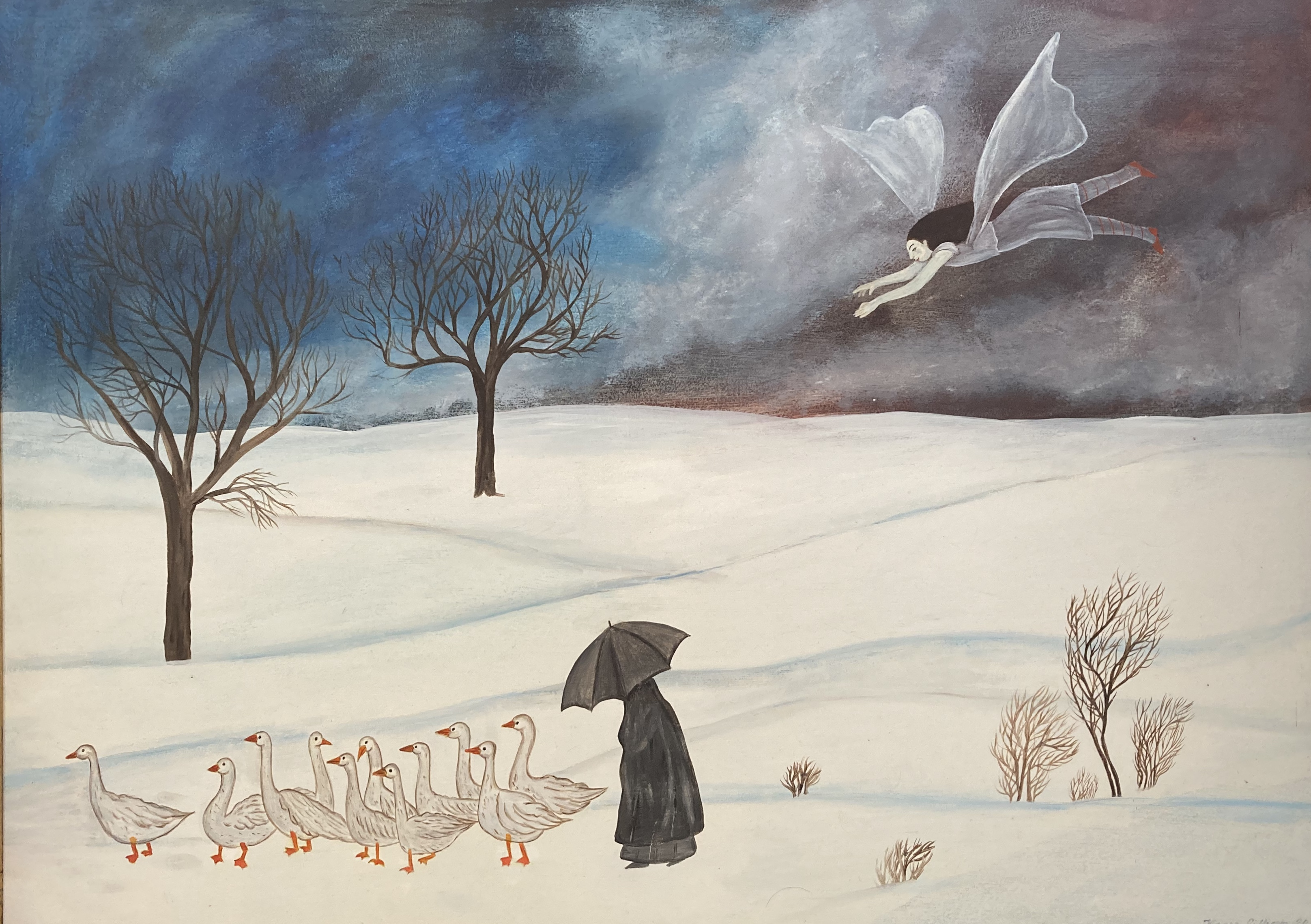
Gänsemarsch (2020)

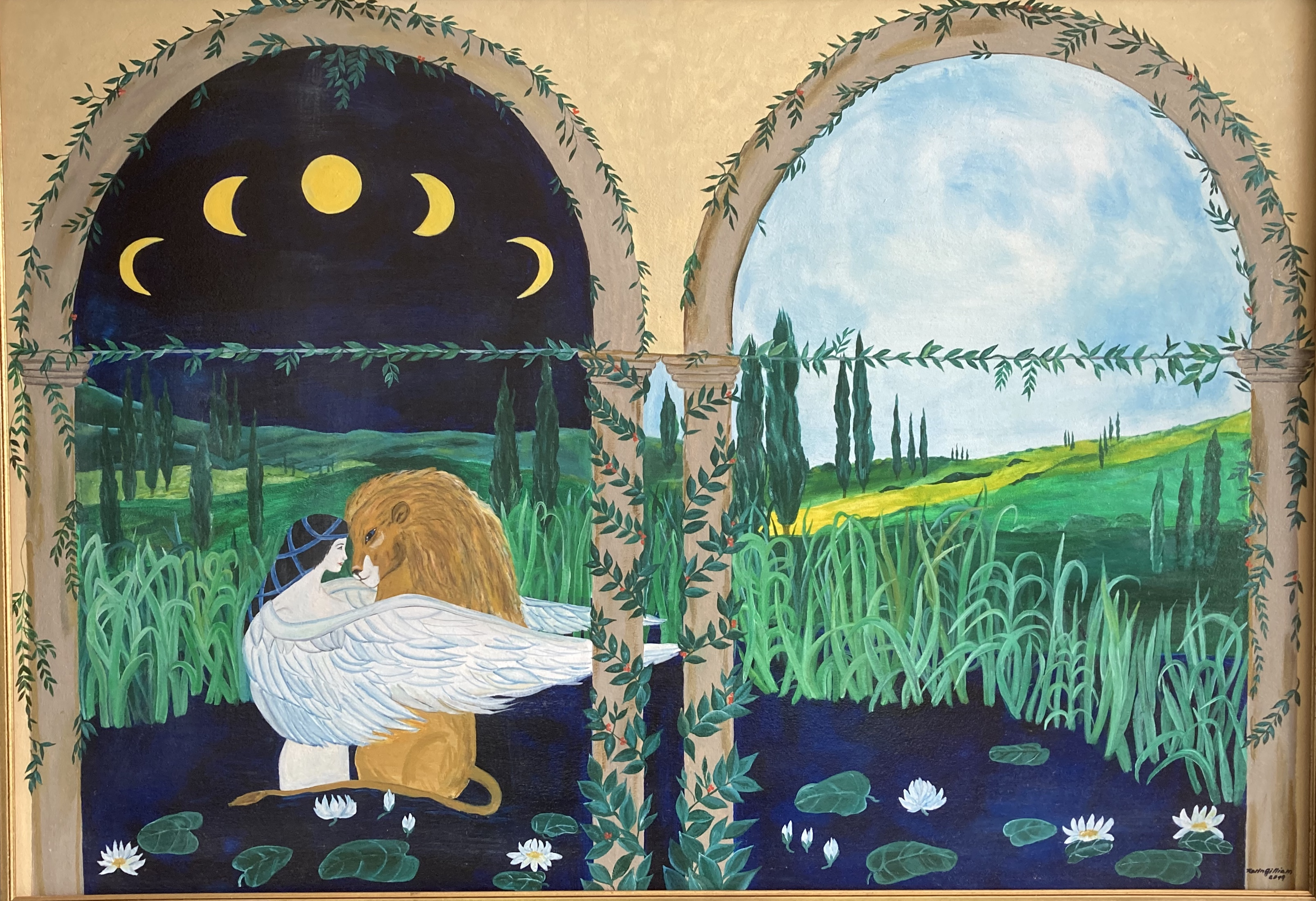
Die Gezeiten des Mondes

Karin Gilliam, eigentlich Karin von Jutrzenka Trzebiatowski-Gilliam, früher bekannt als Karin Wiesmann (* 1939 in Reichenbach im Eulengebirge) ist eine Malerin und Illustratorin.

## Leben
Als Malerin, zunächst mit dem Namen ihres ersten Ehemannes als Karin Wiesmann bekannt, hatte Gilliam seit den 1970er Jahren über 100 Ausstellungen, ein Drittel davon im Ausland, und gewann, obwohl als Autodidakt zur Malerei gekommen, vier Kunstpreise. Während der Zeit, in der sie im S. Fischer Verlag arbeitete, schrieb und illustrierte sie Kindergeschichten für andere Verlage wie Beltz & Gelberg, schrieb ein kleines Theaterstück und das Drehbuch zum surrealistischen Kinderfilm Prinzessin Pferdehaar oder Der Gesang des Leoparden, für den sie 42 Bilder malte, meist Tier- und Dschungelszenen.
Sie lebte lange in Frankfurt am Main, wo sie 17 Jahre lang eine Galerie für zeitgenössische Kunst betrieb, Galerie Grüner Panther, und die Werke in- und ausländischer Maler, Bildhauer und Fotografen präsentierte.
Zwischen 1985 und 1992 widmete sie sich mehr großflächigen Arbeiten, nachdem sie mehrere vom Land Hessen ausgeschriebene Wettbewerbe gewonnen hatte, für die malerische Ausgestaltung von Wänden in öffentlichen Gebäuden (Staatlich Chemisches Untersuchungsamt Wiesbaden, Berufsbildungswerk Karben, Turnhalle, Aufenthaltsraum, Discothek). Bauscher-Hutschenreuther gab ihr die Chance, zwei Serien von Porzellantellern für Ausstellungen zu bemalen und Muster für die Fabrik zu entwerfen. Ihre Bilder wurden auf Postkarten, Kalendern, Plakaten und Kunstdrucken vervielfältigt.
Im Jahr 1985 fand sie gemeinsam mit ihrem inzwischen verstorbenen zweiten Ehemann, dem amerikanischen Bildhauer Franklin Gilliam, in der Toskana die Mulino Rotone, ein antikes Gebäude, ehemalige Öl- und Getreidemühle, „die größte Ruine, die zu haben war“. Ihr Buch Mulino Rotone – Der Traum vom Haus in der Toscana berichtet mit vielen skurrilen Begebenheiten von der jahrelangen Suche nach einem Haus, in dem man leben und arbeiten konnte und der Entdeckung und Wiederherstellung der Natursteingebäude und des Anwesens in Castagneto Carducci.

## Ausstellungen
- 1970
  - Galerie Lambrette, Frankfurt Peinture Naive, 5.–31. Dezember
  - Palette, Rathaus-Römer, Frankfurt und Frankfurter Messe Olympiade der Freizeitmaler 10. April–10. Mai
- 1971
  - Museum Rade, Hamburg Kopenhagen
  - Galerie Lambrette, Frankfurt Peinture Naive, 27. November–18. Dezember
  - Galerie Ostheimer, Frankfurt
  - Nassauischer Kunstverein, Städt. Museum, Wiesbaden Hobbymaler des Nassauischen Kunstvereins 12. Dezember–2. Januar 1972
- 1972
  - Altonaer Museum, Hamburg, Auswahl des Wettbewerbs der illustrierten Stern Theater Offenbach Miniaturenausstellung
  - Kunsthalle Recklinghausen Schiffe und Häfen, 5. November–3. Dezember
  - Galerie Erkens, Nettetal Internationale zeitgenössische Naive Malerei und Plastik, 12. November–10. Dezember
  - Forum Galerie, Stadtsparkasse, Frankfurt Schlaglichter 72 – Moderne Kunst in Frankfurt, 11. Dezember
- 1973
  - Museum Rade, Hamburg Die ersten Grafiken Europiseher Naiver
  - Kleine Galerie, Bad Godesberg Zehn Preisträger des Stern-Wettbewerbs 19. Januar–17. Februar
  - Atelier Mensch, Hamburg Frühjahrsausstellung 28. März–25. April
  - Karstadt Galerie, Essen (Galerie Zimmer, Düsseldorf)
  - Galerie Rincklake van Endert, Dortmund und Münster, Naive Malerei
  - Galerie Zimmer, Düsseldorf, Einzelausstellung Prinzessin Pferdehaar 8. Mai–15. Juni
  - Galerie Ostheimer, Frankfurt, Einzelausstellung P.P.-Filmbilder, 4.–30. Mai
  - Galerie Buchhandlung Schlegl, Weiden
  - Galerie Walther, Düsseldorf Naive Kunst, 3. Juli–1. September
  - Paula Modersohn-Becker-Haus, Museum, Bremen, Einzelausstellung 4.–26. August
  - Kunstkeller Böcker, Moers Garten der Träume, 28. November
  - Galerie St. Johann, Saarbrücken Naive Malerei in Deutschland, 12. November–23. Dezember
  - Altkönigstift Oberhöchstadt
  - Studio Bruckmann Verlag, München, Vorstellung des Bildbands Garten der Träume
- 1974
  - Stadt Frankfurt, Frankfurter Künstler stellen aus, Ankauf Friedhofsbild
  - Galerie Im Fenster, Berlin Naive Bilder, 1.–29. April
  - Seehausener Naiven-Presse, Seehausen
  - Festivale dei due Mondi, Spoleto/Italien, Mai
  - Comune Circeo, San Felice-Circeo/Italien, 1. Mostra Internazionale dei Pittori Naifs, 13. April
  - Fiera Internazionale die Pittori, Riccione/Italien, Mai
  - Stampa Estera-Auslandspresseclub und Deutsche Bibliothek Rom/Italien, Einzelausstellung ab 2. Oktober
  - Deutsche Bundesbank, Frankfurt, Einzelausstellung, Juni Art-Adress Verlag, Frankfurt Kunst aktuell, 29. November
  - Museum Rade, Hamburg, Thema Adam und Eva, 5. Dezember
  - BBC-Edition, Offset-Litho, Matin vert, Herbst 74
  - Galerie Krull, Krefeld, IKS-Sammelausstellung Europäischer Naiver, Oktober
- 1975
  - Internationale Gruppenausstellung, Krakau/Polen
  - Galerie im Waldorf-Astoria, New York/USA, Ausstellung der Illustrierten Stern
  - Galerie Querel, Bologna/Italien
  - Galerie Böcker, Moers
  - Galerie Krüll, Krefeld Naivenmarkt, 10. Mai–13. Juni
  - Galerie 48, Flörsheim, Einzelausstellung 0.8″.
  - Volksbank Weinheim, Bergstraße, 8. April–7. Mai, Einzelausstellung
  - Galerie für freie und an gewandte Kunst, Goslar, Einzelausstellung 27. September–25. Oktober
  - Jahrhunderthalle Frankfurt-Höchst, Das Bild der Naiven, 9. November–16. Dezember
  - Abendblatt Hamburg Hobbymaler helfen Kindern, Dezember
  - Hellhof Galerie, Bad Soden-Kronberg/Taunus, 10.–23. Dezember
  - Imagothek, Mc Cann Werbeagentur Frankfurt, Einzelausstellung 18. November–30. Dezember
- 1976
  - Kunsthandlung Rusch-Ireland, Neustadt Naive Malerei, Einzelausst. 13. März
  - Haus der Ruhrfestspiele, Recklinghausen, 6. Mai
  - Galerie für freie und angewandte Kunst, Goslar „Naive Malerei“, 21. August–2. Oktober
  - Galerie Grüner Panther, Frankfurt „Traumstadt“, 15. Oktober
  - Dresdner Bank, Kassel „Kunst in der Bank“, Einzelausstellung, 24. November–17. Dezember
  - Galerie am Kornmarkt, Schleswig „Weihnachtlicher Kunstmarkt“, 26. November–24. Dezember
  - Kleine Galerie Lange, Siegburg, 5. Dezember–15. Januar 1977
  - Ärztehaus Bruchköbel, Dezember
- 1977
  - Buchcover, Roman Ota Filip, Februar
  - Kommunale Galerie der Stadt Frankfurt Naive Malerei, 31. März–29. April
  - Galerie Böcker, Moers, 20. März–20. April
  - Edition Contur, Frankfurt, handsignierte Grafiken
  - Galleria d Arte Contemporanea Bandini, Cecina/Italien, 11.–22. Juni
  - Dresdner Bank, Frankfurt „Bilder“ Einzelausstellung, 10. September–14. Oktober (mit Skulpturen von Dieter Wender, Pietrasanta)
  - Internationale Gruppenausstellung, Bulgarien
- 1978
  - Galleria La Feluca, Rom/Italien „Grafica Internazionale degli artisti naifs“, 31. Januar
  - Stadthalle Hattersheirn „Naive Malerei“, Einzelausstellung mit Bildern der Mutter Herta von Trzebiatowski, 22. März–4. April
  - Kunsthandlung Osper, Köln, Einzelausstellung „Bilder und bemalte Objekte“, 3.–17. November
  - Galerie Ritter Huhn, Waldbröl „Bilder und bemalte Objekte“, 1. Dezember

- 1979
  - Galerie von Lesczczinski, City Tower, Frankfurt, 13. Mai
  - Galerie Mamy, München, Einzelausstellung, 12. Juni–28. Juli
  - Galerie im BMW-Tower, München, Naive Tierbilder, 6. Dezember–26. Januar 1980
- 1980
  - Deutsche Ärztehaus-Beratungsgesellschaft, Frankfurt „Ölbilder und Grafiken“, Einzelausstellung, 21. November–19. Dezember
- 1981
  - „Kunst im Krankenhaus“, Wanderausstellung Düsseldorf, Dortmund u. a.
- 1982
  - Polytechnische Gesellschaft Frankfurt „Frankfurter Naive Malerei“, 18. Januar–12. Februar
  - Galerie Crest Hotel, Neu Isenburg, Einzelausstellung
  - Galerie Crest Hotel, Lüdenscheid, Einzelausstellung
- 1984
  - Galerie Michael Schulte, Bisbee, Arizona/USA
  - Galerie Clementine Dijkstra, Friolzheim, Weihnachtsausstellung, 8. November–23. Dezember
  - Deutsche Klinik für Diagnostik, Wiesbaden, große Einzelausstellung mit Leihgaben „Bilder und Objekte“ 6. Oktober–9. Januar 1985
- 1985
- Galerie Monika Beck, Homburg Karin Wiesmann Gilliam „Bilder“, Franklin Gilliam „Skulpturen“, 24. März–25. April
- 1986
  - Galerie im Atelier, Heidenheim „Ölbilder“, 25. Januar–28. März
- 1993
  - Comitato Turistico, Castagneto Carducci, Sammelausstellung
- 1993
  - Avignonesi-Handlung, Montepulcano „Weinbilder“
- 2012
  - Biblioteca del Ospedale Cecina
- 2014
  - La Tana, Marina di Castagneto Carducci
  - Galerie Paul, Nürnberg
- 2022
  - Centro Espostivo Comunale, Cecina, Livorno, Italia – 2. Juli – 21. August

## Auszeichnungen
- 1970: 1. Preis Museum Rade, Hamburg
- 1971: Wettbewerb des Stern und Altonaer Museums 1972 San Felice, Circeo/Italien
- 1974: 1. Preis Wettbewerb Riccione 1979